# Каерано ди Сан Марко
Каерано ди Сан Марко (итал. Caerano di San Marco) је насеље у Италији у округу Тревизо, региону Венето.
Према процени из 2011. у насељу је живело 7106 становника. Насеље се налази на надморској висини од 116 м.

## Становништво
| 1951. | 1961. | 1971. | 1981. | 1991. | 2001. | 2011. |
| ----- | ----- | ----- | ----- | ----- | ----- | ----- |
| 4.136 | 4.237 | 5.125 | 6.045 | 6.641 | 7.027 | 7.941 |